# Mindaugas Sabutis
Mindaugas Sabutis (ur. 26 sierpnia 1975 w Taurogach) – litewski duchowny, biskup Litewskiego Kościoła Ewangelicko-Luterańskiego (LELB), wykładowca Uniwersytetu Kłajpedzkiego.

## Życiorys
Po ukończeniu szkoły średniej w Taurogach w 1993 studiował teologię ewangelicką na Uniwersytecie Kłajpedzkim, którą ukończył w 1997. W 1996 roku został ordynowany na diakona, zaś w 1998 – na księdza. Podjął pracę w parafii w Jurborku, następnie był proboszczem kolejno w Jurborku, Skirsnemunė, Smolnikach i Wilkiszkach. Naukę kontynuował na Uniwersytecie Wileńskim (1999–2001). Od 2000 zasiadał w konsystorzu Litewskiego Kościoła Ewangelicko-Luterańskiego (lit. Lietuvos Evangelikų Liuteronų bažnyčia, LELB), reprezentował Kościół w zarządzie Litewskiego Towarzystwa Biblijnego, którego wiceprzewodniczącym został w 2005.
24 kwietnia 2004 wybrano go biskupem Litewskiego Kościoła Ewangelicko-Luterańskiego, a 19 maja tego roku został uroczyście konsekrowany. Wykłada na Wydziale Teologicznym Uniwersytetu Kłajpedzkiego.
Jest żonaty z teologiem Vilmą Sabutienė.